# Esteban Gutiérrez
Esteban Manuel Gutiérrez Gutiérrez (Udtales på spansk: [esˈteβan maˈnwel ɣuˈtjeres ɣuˈtjeres]; født d. 5. august 1991, i Monterrey, Nuevo León, Mexico) er en mexicansk racerkører. Han har kørt for Formel 1-teamet Sauber F1 fra 2013 til 2014, hvor i 2015 er han testkører for Scuderia Ferrari. Han havde sit første Formel 1-point i Japan i 2013. Han kørte i 2016 for Haas F1 Team.